# Грёнбех, Мартин Унд
Ма́ртин Унд Грёнбех (дат. Martin Uhd Grønbech, известен также как Ма́ртин Грёнбех, дат. Martin Grønbech; род. 25 июля 1985, Торнбю, Копенгаген) — датский кёрлингист и тренер по кёрлингу.
В составе мужской сборной Дании участник чемпионата Европы 2014. В составе смешанной парной сборной Дании участник трёх чемпионатов мира (лучший результат — двенадцатое место в 2010). Трёхкратный чемпион Дании среди смешанных пар.

## Достижения
- Чемпионат Дании по кёрлингу среди мужчин: серебро (2013).
- Чемпионат Дании по кёрлингу среди смешанных пар: золото (2010, 2018, 2019), серебро (2020).

## Команды
| Сезон                                               | Четвёртый          | Третий             | Второй                     | Первый                     | Запасной Тренер                    | Турниры                                        |
| --------------------------------------------------- | ------------------ | ------------------ | -------------------------- | -------------------------- | ---------------------------------- | ---------------------------------------------- |
| 2011—12                                             | Torkil Svensgaard  | Кеннет Йоргенсен   | Мартин Унд Грёнбех         | Daniel Abrahamsen          | Мортен Берг Томсен                 | ЧДМ 2012 (?? место)                            |
| 2012—13                                             | Torkil Svensgaard  | Мартин Унд Грёнбех | Мортен Берг Томсен         | Daniel Dalgaard Abrahamsen |                                    | ЧДМ 2013                                       |
| 2013—14                                             | Torkil Svensgaard  | Мартин Унд Грёнбех | Daniel Dalgaard Abrahamsen | Мортен Берг Томсен         |                                    |                                                |
| 2013—14                                             | Torkil Svensgaard  | Мартин Унд Грёнбех | Мортен Берг Томсен         | Джоэл Островски            |                                    | ЧДМ 2014 (4 место)                             |
| 2014—15                                             | Расмус Стьерне     | Миккель Краусе     | Оливер Дюпон               | Троэльс Харри              | Мартин Грёнбех тренер: Герт Ларсен | ЧЕ 2014 (9 место)                              |
| 2014—15                                             | Torkil Svensgaard  | Мартин Унд Грёнбех | Daniel Abrahamsen          | Джоэл Островски            | Мортен Берг Томсен                 |                                                |
| 2015—16                                             | Миккель Краусе     | Мартин Грёнбех     | Daniel Abrahamsen          | Ульрик Дамм                | Kjell-Arne Olsson                  |                                                |
| 2015—16                                             | Мартин Унд Грёнбех | ?                  | ?                          | ?                          |                                    | ЧДМ 2016 (??? место)                           |
| 2016—17                                             | Мартин Грёнбех     | Ульрик Дамм        | Daniel Abrahamsen          | Nicolai Frederiksen        |                                    |                                                |
| 2017—18                                             | Миккель Краусе     | Мартин Грёнбех     | Daniel Abrahamsen          | Ульрик Дамм                |                                    |                                                |
| 2019—20                                             | Мартин Унд Грёнбех | ?                  | ?                          | ?                          |                                    | ЧДМ 2020 (6 место)                             |
| Кёрлинг среди смешанных пар (mixed doubles curling) |                    |                    |                            |                            |                                    |                                                |
| 2009—10                                             | Кристин Свенсен    | Мартин Унд Грёнбех |                            |                            |                                    | ЧДСП 2010 · ЧМСП 2010 (12 место)               |
| 2017—18                                             | Кристин Грёнбех    | Мартин Унд Грёнбех |                            |                            | тренер: Пер Свенсен (ЧМСП)         | ЧДСП 2018 · ЧМСП 2018 (20 место)               |
| 2018—19                                             | Кристин Грёнбех    | Мартин Унд Грёнбех |                            |                            | тренер: Пер Свенсен (ЧМСП)         | ЧДСП 2019 · ЧМСП 2019 (22 место)               |
| 2019—20                                             | Кристин Грёнбех    | Мартин Грёнбех     |                            |                            | тренер: Пер Свенсен (ЧМСП-квал.)   | ЧМСП 2020 · (квал. 2019) (9 место) · ЧДСП 2020 |

(скипы выделены полужирным шрифтом)

## Результаты как тренера национальных сборных
| Год  | Турнир                                           | Сборная             | Место |
| ---- | ------------------------------------------------ | ------------------- | ----- |
| 2015 | Первенство Европы по кёрлингу среди юниоров 2015 | Дания (юниоры жен.) | 9     |
| 2017 | Чемпионат Европы по кёрлингу 2017                | Дания (мужчины)     | 26    |